# Cerkiew św. Anny w Stołpcach
Cerkiew pod wezwaniem św. Anny – prawosławna cerkiew konkatedralna i parafialna w Stołpcach. Należy do dekanatu stołpeckiego eparchii mołodeczańskiej Egzarchatu Białoruskiego Patriarchatu Moskiewskiego.
Świątynia znajduje się przy ulicy Sowieckiej.
Cerkiew została zbudowana w 1825 r. z fundacji Czartoryskich jako świątynia unicka. Następnie podporządkowana Rosyjskiej Cerkwi Prawosławnej.
Murowana, w stylu barokowo-klasycystycznym, wzniesiona na planie prostokąta, jednonawowa. Fasada zdobiona geometrycznymi kompozycjami, zwieńczona frontonem z pilastrami i niszą. Ściany zdobione pilastrami, okna półkoliste.

## Galeria

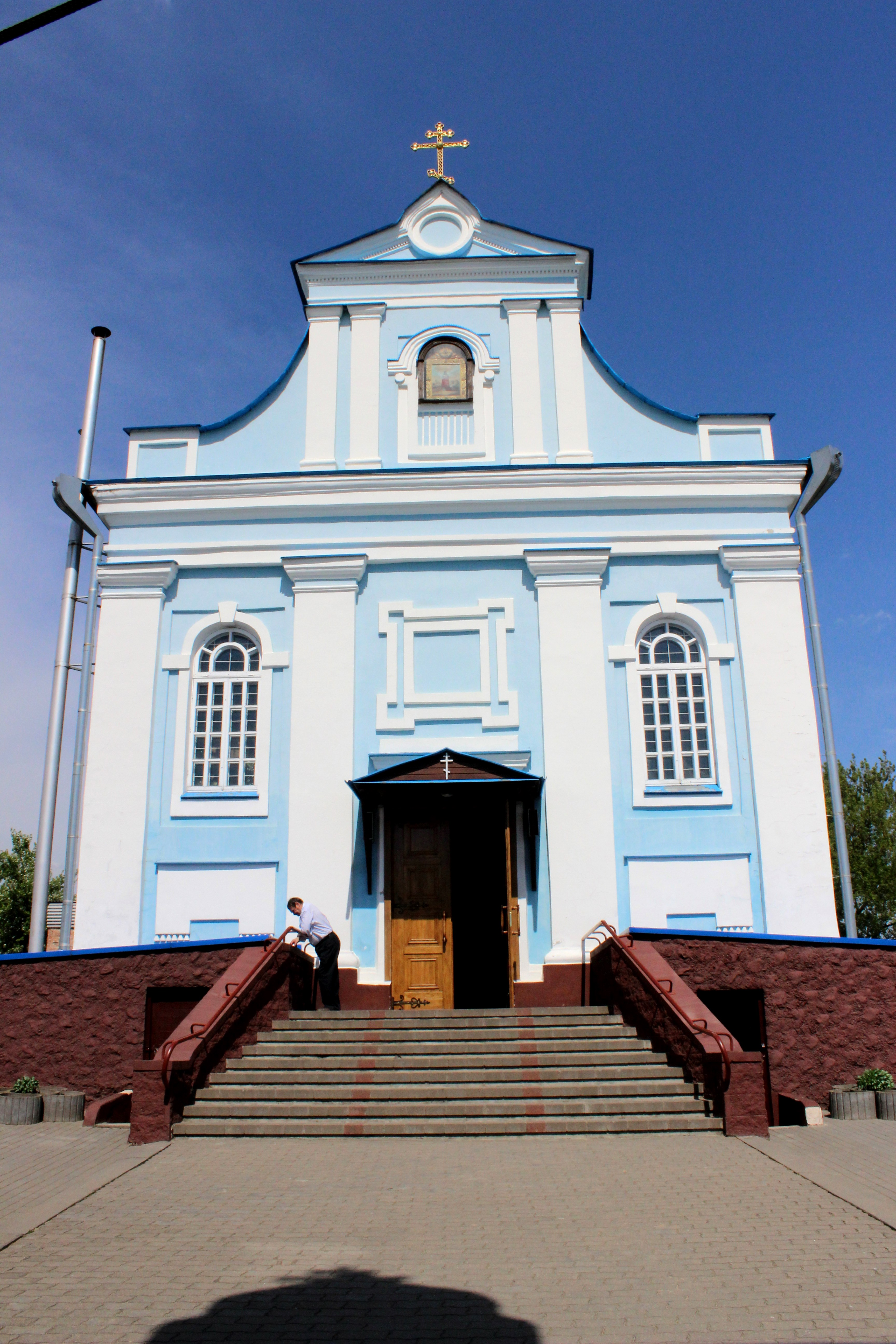
Cerkiew od frontu
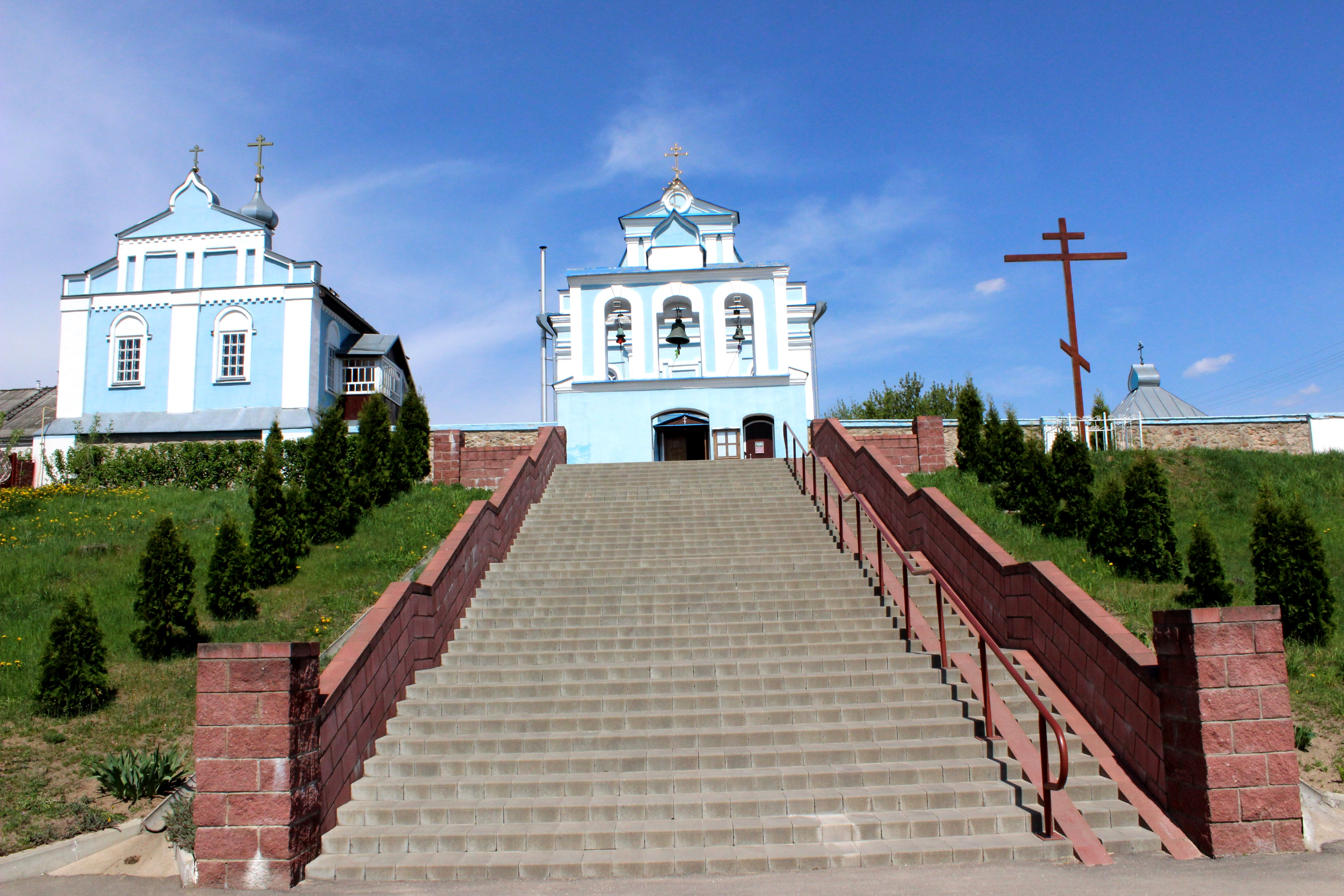
Schody, krzyż, dzwonnica, kaplica-baptysterium
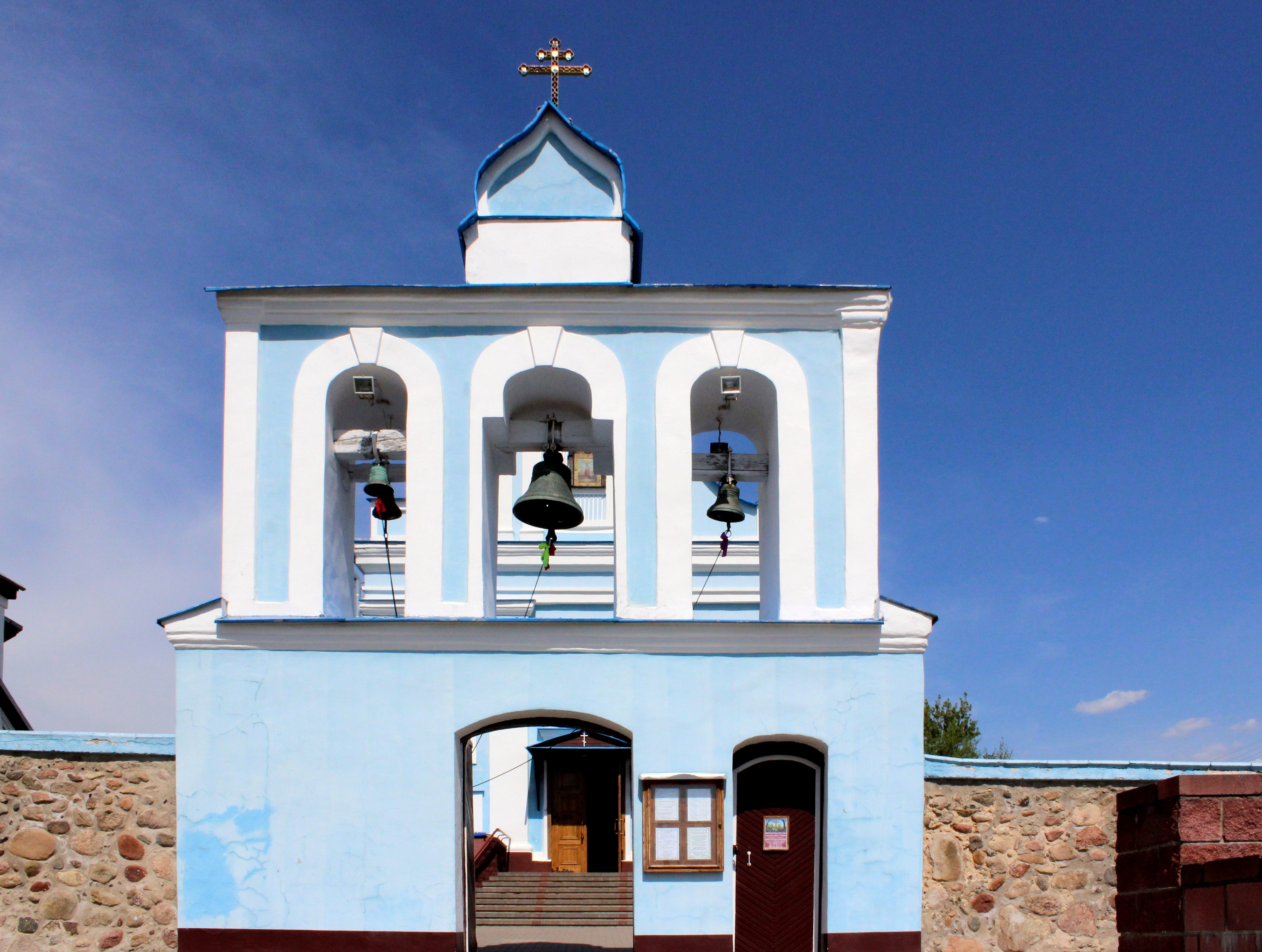
Dzwonnica bramna
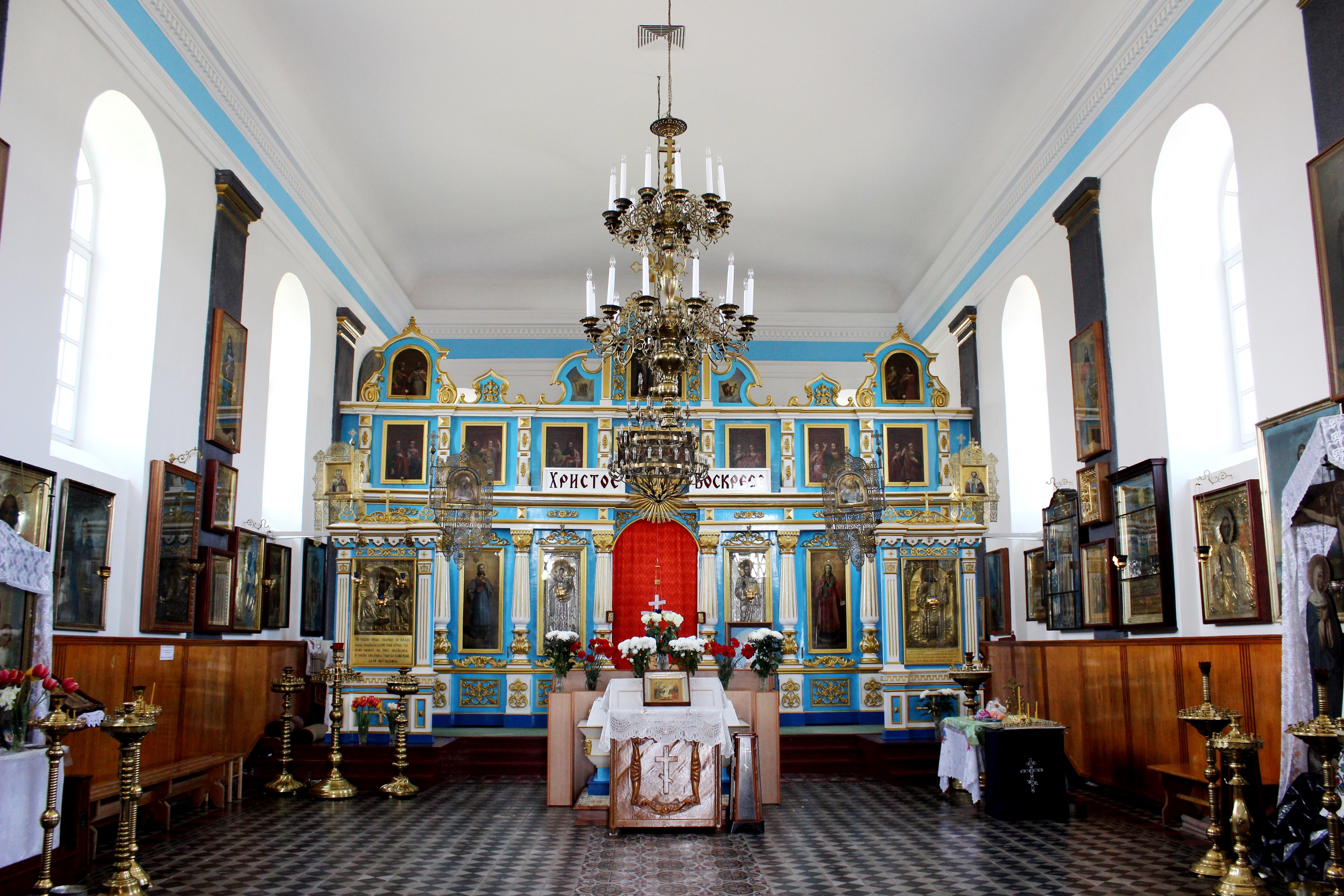
Wnętrze cerkwi